# 苗場スキー場
苗場スキー場（なえばスキーじょう）は、新潟県南魚沼郡湯沢町にあるスキー場。旧コクドの経営を引き継いだ西武グループの株式会社西武・プリンスホテルズワールドワイドが運営している。

## 概要

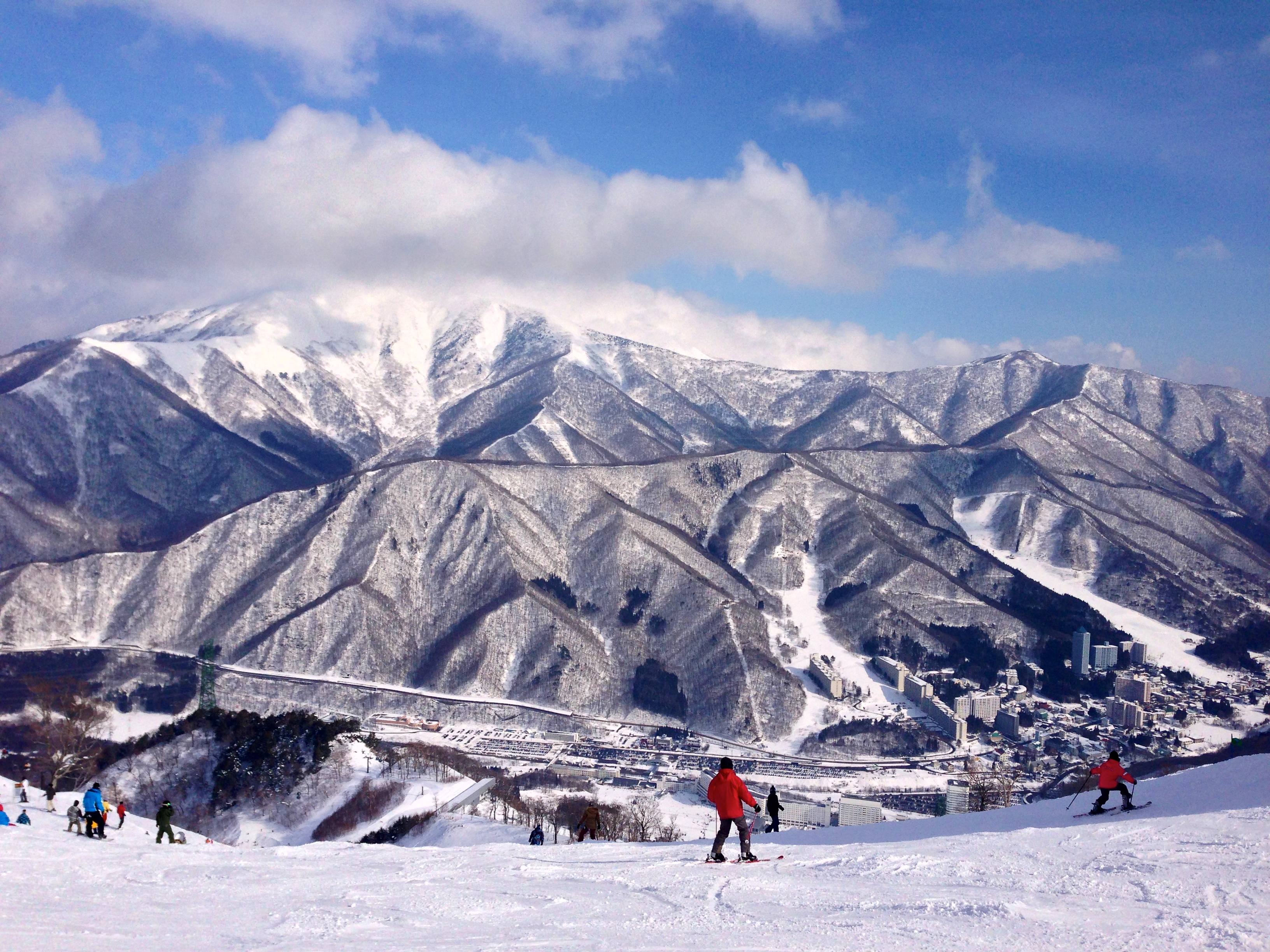
ゲレンデから湯沢町の街並

東京から2時間圏内の本格的スキー場として人気があり、日本屈指の集客力を誇るスキー場と評されている。豪雪地帯の湯沢地区のスキー場の中でも一番内陸側にあり、標高が高いため良質の乾いた雪が降る。1998年（平成10年）の正月三が日には東京ディズニーランドの21万人に次ぎ、苗場スキー場には日本の行楽地で2番目となる15万人の行楽客が訪れており、また警察庁が2003年末に発表した2004年（平成16年）正月三が日の人出予想でも、苗場スキー場は東京ディズニーリゾート (TDL) 、ユニバーサル・スタジオ・ジャパン (USJ) とともに、10万人以上の人出が見込まれる行楽地3箇所の一つとして挙げられている。
当時の西武グループの総帥だった堤義明が自ら音頭を取り、筍山（標高1,789.7 m）を買い取って一大リゾート地を建設する構想を企画し、1961年（昭和36年）に苗場国際スキー場という名称でオープンした。開業当時はリフト3基で、併せて500人収容のスキーハウス、1000人収容の食堂などが建てられた。日本最大級のリゾートホテルである苗場プリンスホテル（1962年開業）がスキー場内に立地している。
苗場の名前がついているが、苗場山山麓に存在しているわけではなく、清津川を挟んで苗場山と向き合う筍山（後述）の山麓にあり、苗場プリンスホテルを中心にゲレンデが構成されている。苗場山は筍山から北西約9 kmに位置する別の山である。初心者から上級者向けまでバラエティーに富んだゲレンデが存在し、スキースクールも行われている。
スキー用品のレンタルや宅配便で送るサービスもあるため、手ぶら来場することも可能である。またプリンスホテルやゲレンデ（浅貝含む）のスキーチケット売り場、プロショップ、コンビニエンスストア、おサイフケータイを使用したiDなどでチケット等が購入可能となっており、財布を持たずにスキーができるような工夫も施されている。
松任谷由実が毎年、30年以上にわたってライブを続けている他、1999年（平成11年）からはフジロック・フェスティバルの会場ともなっている。
2002年（平成14年）には、近隣のかぐらスキー場（旧 かぐら・みつまた・田代スキー場）との間に、当時世界最長のゴンドラ（区間全長は5,481 m：現在は日本最長）である「苗場・田代ゴンドラ」（ドラゴンドラ）が設置された。これにより苗場から田代・かぐら・みつまたの各スキー場にアクセスすることが可能になっており、全てのスキー場を総称して「Mt.Naeba」とも呼ばれる。ゴンドラはスキーのオフシーズン中は観光用として利用されている。
1990年12月27日には第4シングルリフト4番線で、リフトが強風（推定最大瞬間風速約30メートル）に煽られたはずみでワイヤーの一部が支柱の滑車から外れ、乗っていたスキーヤー10人が約7メートル下のゲレンデに転落（一部はリフトごと落下）する事故が発生、1人が首の骨を折る重傷、9人が打撲の軽傷を負った。2006年シーズンに雪崩が発生し、客8人と従業員1人が負傷した。2011年シーズンにも雪崩が発生している。
なお苗場スキー場のある筍山は第九管区海上保安本部により、新潟県内で最も早く初日の出（6時49分）が見られる地点として紹介されている。

### 筍山
苗場スキー場を東麓の斜面に有する筍山（たけのこやま、山頂）は、湯沢町南部に位置し、南方の三国山脈に連なる標高1789.7 mの山である。苗場山の南東にあり、山の西および北を清津川が、東をその支流である浅貝川が流れ、山域は上信越高原国立公園に含まれている。山名の由来は、この山にヤマタケノコが多いことである。山頂付近にはブナやダケカンバによる落葉広葉樹林、およびオオシラビソによる針葉樹林がある。
山体の主な地質は新第三紀中新統の貫入岩である石英閃緑岩・石英斑岩で、山頂付近は第四紀苗場火山から古期に噴出した石英安山岩質溶岩に覆われている。

## 営業期間
営業期間が比較的長いのも特徴の一つである。外気温の低下に依存しないスノーマシン（人工降雪装置）の導入によって営業開始時期が早まり、11月上旬から営業を開始することもあった。
同じくプリンスホテルが運営するかぐらスキー場についで営業期間も長い。春スキーの期間が比較的長いのも特徴の一つで、かつては5月中下旬頃まで営業していたこともあった。

### ナイター営業
最も遅い時期は、毎日22時（週末は23時）まで営業しており、群馬県・新潟県の近隣のサラリーマンなどが日中の仕事を終えてから訪れる者も少なくなかった。現在は20時30分まで。

## ゴンドラ・リフト
多くの来場者をカバーするため、ピーク時にはリフトやゴンドラは24基あったが、現在は11基と半減させている。
(参考レベル・距離・乗車人数)

### 営業中リフト
- 苗場・田代ゴンドラ（ドラゴンドラ）(苗場—田代ゴンドラ・5481 m・8人乗り)[16]
- プリンス第1ゴンドラ(初級・2221 m・6人乗り)[16]
- プリンス第2ゴンドラ(初級・1753 m・8人乗り)[16]
- 第3高速リフト(初級・724 m・4人乗り)[17]
- 第4高速リフト(初級・766 m・4人乗り)[17]
- 第5高速リフト(初級・655 m・4人乗り)[17]
- 第8高速リフト(中級・779 m・フード付き4人乗り)[17]
- 第4ロマンスリフト1・2番線(初級・325 m・2人乗り)[17]
- 大斜面ロマンスリフト(中級・766 m・2人乗り)[17]
- 筍平ロマンスリフト1・2番線(初級・426 m・2人乗り)[17]
- 筍山ロマンスリフト(中級・560 m・2人乗り)[17]
- 火打第1ロマンスリフト(初級・490 m・2人乗り)[17]

### 休止中・撤去済リフト
- 第1高速リフト(初級・652m・4人乗り・撤去済)
- 第2高速リフト(中級・1136m・フード付き4人乗り・撤去済)
- 第6高速リフト(初級・668m・4人乗り・休止中)
- 第7高速リフト(初級・922m・フード付き4人乗り・休止中)
- 第2ロマンスリフト(初級・587 m・2人乗り・撤去済)
- 第3ロマンスリフト(初級・483m・2人乗り・撤去済)
- 第5ロマンスリフト(初級・402m・2人乗り・撤去済)
- 筍山第2ロマンスリフト(中級・607m・2人乗り・撤去済)
- 火打第2ロマンスリフト(初級・530m・2人乗り・撤去済)
- 火打第3ロマンスリフト(初級・460m・2人乗り・撤去済)
- 火打第4ロマンスリフト(中級・537m ・2人乗り・撤去済)

### 浅貝・白樺平ゲレンデ
- 浅貝高速リフト(初級・795 m・4人乗り・撤去済)
- 浅貝第1ロマンスリフト(初級・462 m・2人乗り・撤去済)
- 白樺平第1ロマンスリフト(初級・460 m・2人乗り・撤去済)
- 白樺平第2ロマンスリフト(初級・508 m・2人乗り・撤去済)

## 来場者数
1987年公開の映画『私をスキーに連れてって』を契機とするスキーブームの時期は、ピーク時の来場者数が年間約380万人だった。当時、正月三が日の人出ランキングでも明治神宮、東京ディズニーランドと並んで上位の常連であった。
近年は当時の1/3程度となっているが、それでも単一スキー場としての来場者数は1位である（エリアとしては志賀高原スキー場が1位）。

## 主な競技大会・イベント開催歴
- 1964年（昭和39年）3月10日 : 第42回全日本スキー選手権アルペン競技会大会
- 1965年（昭和40年）3月10日 : 第43回全日本スキー選手権アルペン競技大会（大回転競技は悪天候のため中止）
- 1966年（昭和41年） : 第1回全日本スピードスキー競技大会
- 1967年（昭和42年）3月9日 : 全日本スピードスキー競技会（時速134キロのスピード記録生まれる）
- 1968年（昭和43年）3月8日 : 第46回全日本スキー選手権アルペン大会
- 1969年（昭和44年）
  - 3月4日 : 第47回全日本スキー選手権アルペン大会
  - 第4回全日本スピードスキー競技大会
- 1970年（昭和45年） : 第5回全日本スピードスキー競技大会。
- 1972年（昭和47年） : 第6回全日本スピードスキー競技大会（キロメーターランセ・苗場）
- 1973年（昭和48年）3月12日 : '73FISスキーワールドカップ大会（日本初開催）
- 1975年（昭和50年）2月 : '75スキーワールドカップ苗場大会
- 1999年（平成11年）7月 : フジロックフェスティバル
- 2000年（平成12年）3月 : コアエクストリームウィンターゲーム（通称「コアゲーム」）
- 2004年（平成16年）2月 : FISフリースタイルスキー・ワールドカップモーグル苗場大会
- 2006年（平成18年）3月 : SHARP 第43回全日本スキー技術選手権大会
- 2007年（平成19年）3月 : SHARP 第44回全日本スキー技術選手権大会
- 2008年（平成20年）
  - 2月2日 : 第57回全国高等学校スキー大会
  - 3月 : SHARP 第45回全日本スキー技術選手権大会
- 2009年（平成21年）2月17日 : トキめき新潟国体冬季大会スキー競技会
- 2012年（平成24年）2月 : FISフリースタイルスキー・ワールドカップモーグル苗場大会
- 2016年（平成28年）2月 : FISアルペンスキーワールドカップ苗場大会

## ゲレンデ構成

### 山麓
- 第1ゲレンデ
- 第2ゲレンデ
- 第3ゲレンデ
- 第4ゲレンデ
- 第5ゲレンデ
- 第4高速ゲレンデ
- 第6高速ゲレンデ
- ダウンヒルコース
- わくわくコース
- チャレンジコース
- 大斜面
- らくらくコース
- スプラッシュボール
- 男子スラロームバーン
- 男子リーゼンスラロームバーン
- 女子リーゼンスラロームバーン

### 筍山
- 筍平ゲレンデ
- 筍山ゲレンデ
- 筍山第2ゲレンデ
- 筍山スカイラインコース

### その他
- テレインパーク

クロスコースとスロープスタイルコースがある。キッカー、ボックスなど。
- パンダルマンゲレンデ

幼小児専用のソリゲレンデ。4号館正面にある。
- 浅貝ゲレンデ

苗場プリンスホテルから南東に約1.2kmの場所にある。元々西武グループとは無関係の施設だった苗場スノーパルマベルカント（1993年に浅貝スキー場から改名）を、1994年12月に買収した。買収以前からスノーボードを開放しており（当時、苗場スキー場はスノーボード全面禁止だった）早期からハーフパイプを建造し、スノーボードパークが有名であった。2009年-2010年シーズンから2010年-2011年シーズンは、スキー専用ゲレンデであった。2014年度をもって営業を終了している。
- 苗場ファミリーゲレンデ

浅貝ゲレンデの南側の、西武系が分譲する苗場別荘地内にかつて存在したスキー場。一人乗りリフトが1本だけの非常にローカルなゲレンデであったが、後に取り壊されている。
- 白樺ゲレンデ

国道17号線をはさみ、苗場プリンスホテルの東に位置する。リゾートマンションの西武ヴィラ苗場に囲まれる。2011年度をもって営業を終了している。
- 三国スキー場

名前は異なるものの、実質的に苗場スキー場と同じ運営で、リフト券は苗場と共通の物もあった。本スキー場から南へ約4km、国道353号の行き止まり地点に存在。2004年度をもって閉鎖。スノーボードは全面禁止だった時期もある。

## 施設
苗場プリンスホテル

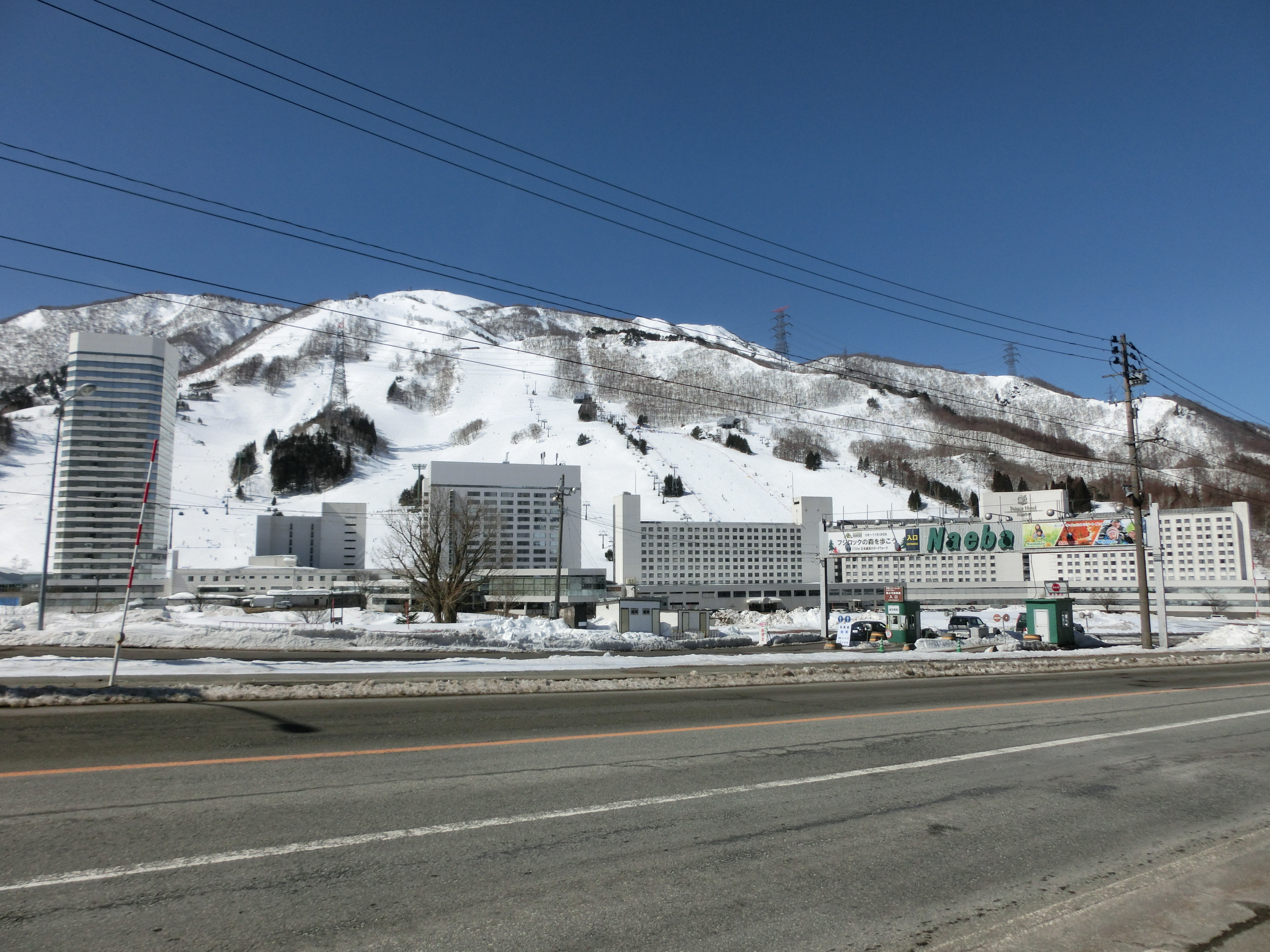
苗場プリンスホテルと営業中のゲレンデ

スキー場利用者に最適化されたホテルで、ゲレンデに隣接している。ゲレンデ側の部屋からは美しいナイターのライトアップが楽しめる。ファミリー、カップルなどそれぞれに適した宿泊プランがある。バブル景気時のスキーブームの時などは、クリスマスや正月の予約は夏の時点で予約がいっぱいになることが多かったが、、バブル景気が終わった1990年代前半のスキーブームの終焉とともに来場者が減少し、2010年には小中学校の夏休み期間を除いて夏季営業を停止した。現在も夏休み期間と冬季の営業は行うものの、利用者数はスキーブームのころと比べ激減しており、年始年末を除くと予約を取りやすくなっている。
苗場プリンスホテルのほかにも多くの宿泊施設やリゾートマンションがゲレンデ周辺には存在する。
日帰りスキーセンター（N-Plateau）
日帰り専用駐車場側にある、スキーセンターで、更衣室、待合室、コンビニエンスストア、ロッカー、温泉や足湯などの施設がある。
子供用施設
託児所、授乳室、レンタル個室などが用意されている。
レストラン
ゲレンデ、プリンスホテル内あわせて30近くのフードコーナーがある。寿司、蕎麦、イタリアン、中華料理、ラーメン、焼肉、ステーキ、フレンチからファーストフードやショットバーとほとんどのジャンルがそろっている。

## 冬季間以外
- 苗場プリンスホテルゴルフコース - ゲレンデ下部にあるゴルフコースで夏から秋にかけて営業していたが、2009年をもって営業停止。
- フジ・ロック・フェスティバル - 毎年7月下旬頃、スキー場一帯を利用した野外音楽フェスティバルが開催されている。このイベントは3日間でおよそ13万人を動員するものであるため、今ではスキー以外にこれといった観光がない冬場以外で、苗場に人を呼べる「夏の目玉」として町をあげての一大興行に成長している。

## スキースクール
- 苗場スキースクール
- 苗場藤島スキースクール
- 苗場雪塾

## テレビコマーシャル
| 年        | 歌手名         | 曲名                     | 備考                                            |
| --------- | -------------- | ------------------------ | ----------------------------------------------- |
| 1987-1988 | 松任谷由実     | サーフ天国、スキー天国   | 映画「私をスキーに連れてって」挿入歌            |
| 1988-1989 | 松任谷由実     | ガールフレンズ           | [ 18 ]                                          |
| 1989-1990 | 松任谷由実     | 届かないセレナーデ       | 『WeekDayの苗場、誰も知らない休日篇』           |
| 1990-1991 | 松任谷由実     | Man in the Moon          | 『プライベートホリデイ in 苗場篇』              |
| 1991-1992 | 松任谷由実     | タイムリミット           | 『カ～バ篇』                                    |
| 1992-1993 | 松任谷由実     | ミラクル                 | 『スターと天使が出会う山…苗場プリンスホテル篇』 |
| 1993-1994 | 松任谷由実     | BLIZZARD（instrumental） | 『愛の谷間や愛の山場に…苗場篇』                 |
| 1994-1995 | 松任谷由実     | Oh Juliet                | 『あの人と行って、この人と帰ってきた…苗場篇』   |
| 1995-1996 | 松任谷由実     | Broken Barricade         | 『スキーの踊り場、冬の苗場篇』                  |
| 1996-1997 | 松任谷由実     | 別れのビギン             | 『プリンセスにはプリンスです篇』                |
| 1997-1998 | 松任谷由実     | パーティーへ行こう       | 『スキーに愛がともナエバ篇』                    |
| 1998-1999 | 松任谷由実     | groove in retro          | 『スキーな人とナエバ篇』                        |
| 2000-2001 | RIZE           | ROCKS                    | [ 19 ]                                          |
| 2002-2003 | Wish*          | Eternal Snow             | [ 19 ]                                          |
| 2003-2004 | 松任谷由実     | 水槽のJellyfish          | [ 20 ]                                          |
| 2005-2006 | なっちゃんPEAK | チャイナビート           | [ 21 ]                                          |
| 2007-2008 | グックル       | Windy Road               | [ 22 ]                                          |
| 2008-2009 | MASH           | 光り輝く明日へ           |                                                 |

## 舞台となった作品
- アルプスの若大将
- BECK
- ※なお、よく間違えられるが、『私をスキーに連れてって』の撮影は本スキー場は元より、新潟県内では一切行われていない。